# Ambrose S. Murray
Ambrose Spencer Murray (* 27. November 1807 in Wallkill, New York; † 8. November 1885 in Goshen, New York) war ein US-amerikanischer Politiker. Zwischen 1855 und 1859 vertrat er den Bundesstaat New York im US-Repräsentantenhaus. Der Kongressabgeordnete William Murray war sein Bruder.

## Werdegang
Ambrose Murray wurde ungefähr fünf Jahre vor dem Ausbruch des Britisch-Amerikanischen Krieges in Wallkill geboren und wuchs dort auf. In dieser Zeit besuchte er öffentliche Schulen. Er arbeitete zwischen 1824 und 1831 als Angestellter (clerk) in einer Handelsniederlassung in Middletown. Anschließend zog er nach Goshen im Orange County und war dort in einer Bank beschäftigt. Zwischen 1851 und 1854 war er Kämmerer im Orange County.
Bei den Kongresswahlen des Jahres 1854 für den 34. Kongress wurde Murray für die Opposition Party im zehnten Wahlbezirk von New York in das US-Repräsentantenhaus in Washington, D.C. gewählt, wo er am 4. März 1855 die Nachfolge seines Bruders antrat. Murray wurde einmal wiedergewählt. Er schied nach dem 3. März 1859 aus dem Kongress aus. 1857 trat er der Republikanischen Partei bei.
Nach seiner Kongresszeit ging er in Goshen Bankgeschäften nach. 1860 nahm er als Delegierter an der Republican National Convention in Chicago teil. Er war auch an vielen anderen geschäftlichen Unternehmungen beteiligt. Am 8. November 1885 verstarb er in Goshen und wurde dann auf dem St. James' Cemetery beigesetzt.